# Tur
 For alternative betydninger, se Tur (flertydig). (Se også artikler, som begynder med Tur)
En tur er en korterevarende bevægelse fra et sted til et andet. Ture kan opdeles efter rejsemåde (fx i gåtur, cykeltur og køretur) eller efter formål (fx indkøbstur).

## Turkæde
En tur omfatter i forsknings- og planlægningmæssig henseende kun bevægelsen fra startssted til rejsemål. En turkæde er en række af ture efter hinanden fra et sted til et andet. Særlig betydning indtages af de rejser, der starter fra eller sker til hjemmet (engelsk: "home-base"). "Home-base" udtrykkes i procent. Hvis "home-base"-procenten er 80, indebærer det, at fire ud af fem ture sker enten fra hjemmet eller til hjemmet. Jo lavere "home-base"-procent, desto flere delmål forenes i ture under samme rejse.
Turkæder har betydning på mange måder. For den enkelte er det en fordel at kunne forene flere delmål under samme rejse, idet det dels er tidsbesparende, dels forøger værdien af rejsen. Turkæder har desuden betydning for valg af færdselsmåde eller rejsemiddel samt rejserute(r).

## Turstudier
Formålet med turstudier er at belyse antallet af ture for en person eller familie og turenes mål. Som turmål kan nævnes:
1. hjem
2. arbejde
3. skole
4. indkøb
5. private ærinder
6. ærinder i forbindelse med arbejde
7. privat besøg og andre fritidsaktiviteter
8. andet.

Turstudier ender blandt andet i oversigtsdiagrammer, hvor man for en dag for de enkelte familiemedlemmer viser antallet af ture, deres startsted og rejsemål. Gennem sådanne studier kan der for givne områder og givne husstandstyper (enlige uden børn, enlige med børn, ægtepar uden børn, ægtepar med 1-2 børn, ægtepar med mere end 2 børn) opnås indsigter i de ulige rejsebehov, hvilket kan udnyttes blandt andet i trafikplanlægningen (ikke mindst for den kollektive trafik). Man kan desuden opnå indsigt i turenes fordeling i døgnet og på de enkelte dage i ugen.